# عيون محدقة (فلم)
«عيون محدقة» بالإنجليزية: (starry eyes) هو فلم رعب أمريكي اصدر سنة 2014 من إخراج Kevin Kölsch و Dennis Widmyer.

## القصة
تدور القصة حول فتاة تدخل إلى عالم هوليود للتمثيل. تذهب إلى أحد المخرجين فيعرض عليها ممارسة الجنس لكي يتم قبولها في التمثيل ولكنها ترفض ثم تعود مرة أخرى اليه في منزله مظطرة فتمارس معه الجنس ثم تفقد وعيها فتخضع لطقس شيطاني من طرف المخرج وجماعته بدون معرفتها فتتحول بشكل مخيف غير إنساني مع تدهور حاد في صحتها وجسدها ثم تبدا في قتل اصدقائها فتصبح عضوا من أعضاء هذه المنظمة الشيطانية.

## طاقم التمثيل[1]
- أماندا فولر
- Alex Essoe
- نواه سيغان

## عن الفلم
مدة الفلم: 98 دقيقة
اللغة: الإنجليزية
تم تقييم الفلم على موقع IMDB ب6,0/10  وحصل على موقع rottentomatoes بنسبة 74% 

## روابط خارجية
- مقالات تستعمل روابط فنية بلا صلة مع ويكي بيانات